# Brewster (Nebraska)
Brewster è un villaggio il quale è il capoluogo della contea di Blaine, Nebraska, Stati Uniti. La popolazione era di 17 abitanti al censimento del 2010.

## Geografia fisica
Secondo lo United States Census Bureau, ha un'area totale di 0,09 mi² (0,23 km²).

## Storia
La città fu progettata nel 1884 da George Washington Brewster che aveva una fattoria sulle sue terre. È intitolata a uno dei suoi antenati, William Brewster, che era arrivato negli Stati Uniti sulla Mayflower. La comunità fu nominata capoluogo della contea nel 1887 dopo che George Washington Brewster si offrì di costruire gli edifici richiesti. Secondo la tradizione cittadina, Brewster si aspettava che la capitale dello stato fosse situata nella comunità a causa della sua posizione centrale.
Nel 1887 il fuorilegge Doc Middleton aprì un saloon nella comunità.
Dopo il censimento del 2010, Brewster è diventato il più piccolo capoluogo di contea degli Stati Uniti, sostituendo Amidon, Dakota del Nord, per il titolo. Amidon aveva 26 abitanti nel 2000 e Brewster ne aveva 29. Nel censimento del 2010 Brewster ne aveva 17 mentre Amidon ne aveva 20.
Esistono altri due capoluoghi di contea non incorporati dello stesso rango - Mentone, Texas (popolazione di 19 abitanti), capoluogo della contea di Loving e Gann Valley, Dakota del Sud (popolazione di 14 abitanti), capoluogo della contea di Buffalo.

## Società

### Evoluzione demografica
Secondo il censimento del 2010, la popolazione era di 17 abitanti.

### Etnie e minoranze straniere
Secondo il censimento del 2010, la composizione etnica del villaggio era formata dal 100,0% di bianchi, lo 0,0% di afroamericani, lo 0,0% di nativi americani, lo 0,0% di asiatici, lo 0,0% di oceanici, lo 0,0% di altre etnie, e lo 0,0% di due o più etnie. Ispanici o latinos di qualunque etnia erano lo 0,0% della popolazione.